# Simone Mosca
Pour les articles homonymes, voir Mosca.
Simone Mosca ou Simone Moschini ou Il Moschini (Settignano, frazione de Florence, 1492 - Orvieto, 1553), est un sculpteur et un architecte de la Renaissance italienne.

## Biographie
De la fin des années 1520 au début des années 1530, Simone Mosca travailla avec Michel-Ange dans la chapelle des Médicis de la basilique San Lorenzo de Florence.
Son fils Francesco Mosca (dit Moschino) fut également sculpteur.

## Œuvres
- La Chute de Phaéton, bas-reliefs en marbre, Musée de Bode, Berlin
- Fontaine adossée, (1527-1534), pierre grise; h 4.95m, Metropolitan Museum of Art, New York
- A travaillé au revêtement marmoréen conçu par Bramante dans la Santa Casa de Lorette.

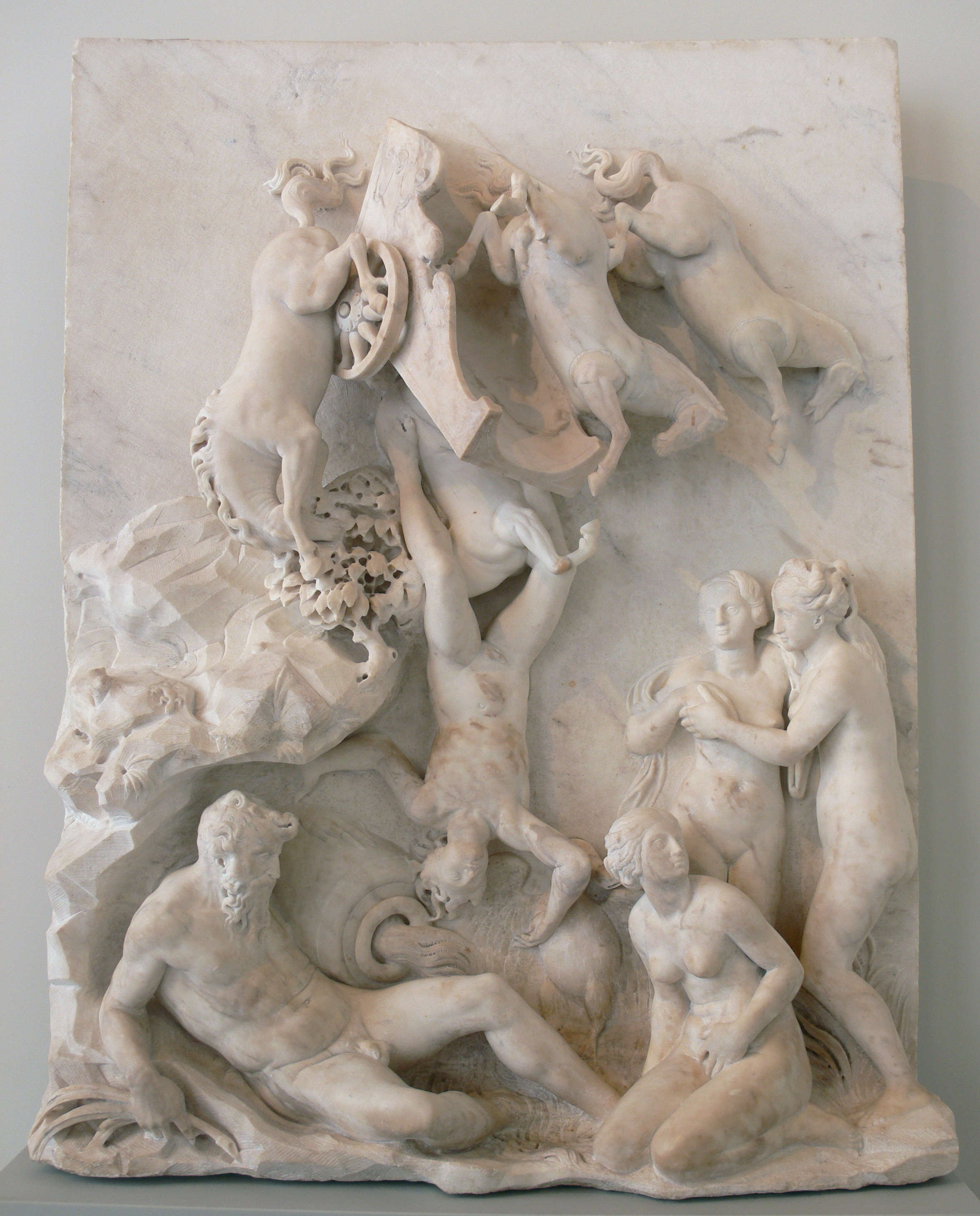
La Chute de Phaéton, musée de Bode, Berlin.